# دائرةالمعارف قرآن کریم

جلد دائرةالمعارف قرآن کریم

دائرةالمعارف قرآن کریم شامل اطلاعات پایه، معتبر و اصیل در باب علوم و معارف و أعلام قرآنی است که به گونه‌ای آسان‌یاب و روان در دسترس قرآن‌پژوهان و اهل تحقیق و پژوهش می‌باشد.
مقاله‌های این دانشنامه به گونه‌ای علمی و شیوا نگارش یافته و در بردارنده مدخل‌های مختلف و متنوع مربوط به قرآن و علوم قرآنی است. تدوین دائرةالمعارف قرآن کریم توسط «مرکز فرهنگ و معارف قرآن دفتر تبلیغات اسلامی حوزه علمیه قم» انجام یافته‌است.

## معرفی
هدف اصلی این دائرةالمعارف، از ارائه اطّلاعات ناب و اصیل در قلمرو موضوعات قرآنی است؛ به‌گونه‌ای که اهل تحقیق در این موضوعات را به عنوان منبعی مادر، از منابع فرعی بی‌نیاز کند. در کنار این هدف اصلی و خاص، غرض عمومی تدوین این دائرةالمعارف آن است که مخاطبان دانش‌پژوه در حدّ مطالعات پایه اسلامی نیز بتوانند از پژوهش‌های اصیل قرآنی بهره گیرند؛ ازاین‌رو، مؤلفان آن کوشیده‌اند تا طلّاب و دانشجویان و عموم دانش پژوهان آشنا به مبانی قرآنی نیز به فراخور توان و در عرصه مطالعات عمومی یا تخصّصی خود، بتوانند از مقالات این دائرةالمعارف استفاده کنند.
از جمله ویژگی‌های این دایرة المعارف، عبارتند از:
1. استواری بر پایه نظام الفبایی در چینش مدخل‌ها؛
2. استفاده از منابع اصیل و متقن و دست اول؛
3. ارائه همه آرا و مبانی اصلی در هر موضوع؛
4. برخورداری از نظام ارجاع درون مقاله‌ای و برون مقاله‌ای
5. بهره‌وری از نثر معیار

تا کنون 15 جلد از آن منتشر شده‌است، که از حرف الف تا پایان حرف س را دربردارد. نسخه دیجیتالی آن هم بر روی اینترنت در پرتال جامع علوم و معارف قرآن اختیار کاربران قرار دارد.

## پیشینه
ایدهٔ اولیه این اثر توسط اکبر هاشمی رفسنجانی پیش از انقلاب اسلامی ایران مطرح شده‌است، و در نهایت توسط واحد «مرکز فرهنگ و معارف قرآن دفتر تبلیغات اسلامی حوزه علمیّه قم» کار پژوهشی آن انجام یافته، و منتشر گشته‌است. مرکز فرهنگ و معارف قرآن، در آغاز فعّالیت خود برای تکمیل برداشت‌های تفسیری هاشمی رفسنجانی کار تدوین تفسیر راهنما را با روشی نو آغاز کرد که در ۲۲ جلد انجام شد. در این تفسیر، بیش از ۶۰ هزار فیش و برداشت از قرآن بر اساس ترتیب آیات، گرد آمده‌است که همه دارای نمایه بوده، از فهرست موضوعی جامعی برخوردار است.
در مرحله بعد، به منظور راه‌یابی آسان به موضوعات و مفاهیم قرآنی، این فیش‌های با افزودن اطلاعات تکمیلی در پژوهش جدید، بر پایه نظام الفبایی طبقه‌بندی شد و با نام «فرهنگ قرآن» عرضه شده‌است.
در مرحله آخر، با استفاده از پژوهش‌های یاد شده، و هماهنگ با آن‌ها، در جهت پرداختن نظامواره به موضوعات قرآنی، برای هر یک از عناوین و مدخل‌های فراهم آمده، مقاله‌ای نگاشته شده، و «دائرةالمعارف قرآن کریم» نام گرفته‌است.
قرار است بر اساس این دائرةالمعارف، تفسیر موضوعی جامعی شامل همه مفاهیم قرآن نگاشته شود.